# Jack County
Jack County är ett administrativt område i delstaten Texas, USA. År 2010 hade county 9 044 invånare. Den administrativa huvudorten (county seat) är Jacksboro. 

## Geografi
Enligt United States Census Bureau så har countyt en total area på 2 383 km². 2 375 km² av den arean är land och 8 km² är vatten. 

### Angränsande countyn
- Clay County – norr
- Montague County – nordost
- Wise County – öster
- Parker County – sydost
- Palo Pinto County – söder
- Young County – väster
- Archer County – nordväst